# Jimmy Marín
Jimmy Marín Vílchez (Tibás, San José, Costa Rica, 8 de octubre de 1997) es un futbolista costarricense que juega de centrocampista en el PFC Krylia Sovetov Samara de la Liga Premier de Rusia.

## Trayectoria

### Deportivo Saprissa
Jimmy Marín es proveniente de Tibás, San José, y realizó sus divisiones menores en el Deportivo Saprissa. Fue tomado en cuenta por primera vez al equipo absoluto el 6 de mayo de 2015, por la última jornada de la fase de clasificación del Campeonato de Verano. En esa ocasión, los morados enfrentaron al conjunto de Carmelita en el 
Estadio Ricardo Saprissa, con la particularidad de fungir como los visitantes en su propio escenario deportivo. Por otra parte, el futbolista esperó en el banquillo, pero ingresó de relevo al minuto 77' por Mynor Escoe, mientras que el resultado culminó en victoria con cifras de 2-3. Posteriormente no convocado para la etapa eliminatoria, la cual su grupo fue derrotado por Alajuelense en semifinales.
Con la confianza del entrenador Jeaustin Campos, el interior derecho reapareció en las nóminas del club absoluto, de cara al Campeonato de Invierno 2015. Debutó en el torneo el 16 de agosto, por la cuarta fecha como local contra el Herediano, partido en el que actuó por cinco minutos y el marcador terminó igualado sin goles. El 23 de agosto, en el encuentro frente a Pérez Zeledón, el atacante logró el primer gol de su carrera tras concretarlo al minuto 24', suficiente para el triunfo ajustado de 0-1. Pese a no ser considerado por el resto del torneo —incluso por los estrategas Douglas Sequeira y Carlos Watson que pasaron en el equipo—, Marín se coronó campeón el 23 de diciembre al estar inscrito en la lista con la que su conjunto afrontó la campaña. Se mantuvo jugando en la escuadra filial hasta mayo de 2016.

### Belén F. C.
El 18 de mayo de 2016, se dio el sorpresivo fichaje de Marín con el Club Sport Herediano, quien decidió firmar el contrato con el gerente deportivo Jafet Soto. En los primeros días de junio, el atacante fue cedido en condición de préstamo a Belén para adquirir más experiencia en Primera División.
Debutó oficialmente el 17 de julio, en la jornada de inauguración del Campeonato de Invierno 2016. En esa oportunidad, su conjunto enfrentó a Liberia en el Estadio Rosabal Cordero, donde Marín completó la totalidad de los minutos y el marcador finalizó con empate a un gol. Su primer gol lo realizó el 29 de octubre, en la victoria de 3-2 sobre la Universidad de Costa Rica. En la competencia fue un jugador constante del entrenador mexicano Fernando Palomeque, contabilizando quince presencias de veintidós disponibles. Por otra parte, los belemitas obtuvieron el noveno lugar de la tabla con 23 puntos. Luego regresó al Herediano, dueño de su ficha.

### C. S. Herediano
Para el inicio del Campeonato de Verano 2017 que se llevó a cabo el 8 de enero, el equipo rojiamarillo recibió al Pérez Zeledón en el Estadio Rosabal Cordero. El futbolista apareció en el once inicial del director técnico Hernán Medford, y anotó un gol al minuto 56' para la primera victoria con cifras de 2-0. El 21 de mayo se proclama campeón tras derrotar en los dos juegos de la final al Deportivo Saprissa.
El 1 de noviembre de 2018, Marín conquistó el título de Liga Concacaf venciendo en el resultado global al Motagua de Honduras, serie en la que el futbolista fue protagonista al marcar un gol en los dos duelos. El 23 de diciembre ganó el Torneo de Apertura en una nueva final sobre el conjunto saprissista (2-3), de nuevo teniendo a Jimmy como el autor de la anotación del empate transitorio.

### Hapoel Be'er Sheva
El 12 de junio de 2019, se hizo oficial el traspaso de Marín al Hapoel Be'er Sheva de Israel, equipo al que se unió por un periodo de tres años. Su debut en un partido oficial se dio el 11 de julio, por la ida de la primera ronda previa a la Liga Europa de la UEFA, donde jugó la totalidad de los minutos del empate 1-1 de visita frente al Laçi de Albania.

### F. C. Ashdod
El 6 de febrero de 2020, aunque en un principio estaba confirmado como nuevo jugador del Hapoel Ra'anana, horas después hubo problemas en la negociación que le impidieron concretar el fichaje. Ante esto, el futbolista firmó con el Ashdod a préstamo por el esto de la temporada.

### Deportivo Saprissa
El 9 de julio de 2020, el Deportivo Saprissa formalizó su incorporación al equipo por un periodo de tres años. Fue presentado en conferencia de prensa al día siguiente con la dorsal «80».
Se estrenó con la camiseta morada en la temporada el 15 de agosto de 2020, por la primera fecha del Torneo de Apertura con la victoria 4-0 de local sobre Limón. Marín concretó el primer gol del partido al minuto 63'. En total alcanzó dieciséis apariciones en el certamen nacional, hizo tres tantos y puso la misma cantidad en asistencias. Su equipo terminó siendo eliminado en semifinales por el Herediano.
Debuta en la primera jornada del Torneo de Clausura 2021 el 13 de enero, como titular en el empate sin goles frente a Grecia. El 22 de enero anota mediante un cabezazo en la victoria 5-0 sobre el Arcahaie, por las semifinales de la Liga Concacaf. El 14 de febrero convirtió un doblete a los minutos 25' y 44' contra Limón. El 21 de abril vuelve a anotarle a los limonenses en el triunfo 1-2 de visita. El 2 de mayo alcanzó un nuevo doblete siendo esta vez sobre el Santos de Guápiles, donde se presentó la victoria de su escuadra por 3-1. En la última fecha de la clasificación, Saprissa terminó accediendo a un puesto a la siguiente ronda de cuarto lugar. El 16 de mayo enfrentó a Alajuelense por la semifinal de ida, ganando por 4-3. Tres días después manejó la ventaja para empatar 2-2 en el partido de vuelta. El 23 de mayo participó en la final de ida con resultado favorable de 3-2 sobre el Herediano, mientras que el 26 de mayo se dio el triunfo por 0-1 en la vuelta. Marín sumó un nuevo título nacional y en esta competencia alcanzó veinticuatro apariciones, marcó cinco goles y puso tres asistencias.
Inició la temporada disputando el primer partido del Torneo de Apertura 2021 el 27 de julio, compromiso en el que tuvo acción en los últimos treinta minutos de la victoria de local por 3-0 sobre el Santos de Guápiles. Marín convirtió el gol que concluyó las cifras en el marcador. El 30 de julio vino desde la suplencia y materializó un doblete ante el Pérez Zeledón para el triunfo de 0-3. El 4 de agosto, pese a no poder jugar, conquistó el título de la Supercopa luego de que su equipo venciera de forma contundente a Alajuelense por 4-1 en el Estadio Nacional. El 24 de agosto materializó un nuevo gol siendo esta vez contra Jicaral. El 26 de septiembre volvió a anotarle a Pérez Zeledón para ratificar el triunfo por 3-0. El 20 de noviembre realizó un gol sobre Sporting después de recibir un pase de «taquito» de Christian Bolaños. El juego terminó favorable por 5-1. El 23 de noviembre anotó ante San Carlos que abrió el marcador en la victoria por 3-0. El 1 de diciembre convirtió el segundo gol de su equipo en la semifinal de ida contra Herediano (victoria 3-0). El 9 de diciembre colaboró con el tanto del triunfo 2-1 en la final de ida frente a Alajuelense, tras recibir el balón en gran forma mediante un pase profundo entre líneas al minuto 63'. El conjunto morado finalizó la competencia con el subcampeonato tras perder la gran final ante Herediano. Marín contabilizó diecinueve presencias, convirtió nueve goles y puso tres asistencias.
El 22 de enero de 2022, enfrentó su primer partido por el Torneo de Clausura, en el compromiso que cayó su equipo por 2-4 de local contra el Cartaginés. Convirtió su primer gol de la campaña el 27 de febrero sobre Guadalupe en el triunfo por 2-1. El 4 de mayo anotó un gol al minuto 42' ante Guadalupe que suponía el empate transitorio 1-1. El conjunto morado se hizo con la victoria por 1-2. El 11 de mayo concretó el tanto del triunfo 1-0 contra Sporting.

### F. C. Oremburgo
El 2 de julio de 2022 fichó con el FC Oremburgo de Rusia, hasta el 2024.
El 23 de julio de 2022 debutó en la Liga Premier de Rusia contra el FC Ural Ekaterimburgo, ingresó de cambio al minuto 63, finalizando el compromiso con victoria 3-0. El 3 de septiembre, se enfrentó ante el FK Khimki, realizando un doblete a los minutos 39 y 72, siendo sus primeras anotaciones con club, disputando los 90 minutos, el partido finalizó en victoria 3-1. El 28 de octubre, repitió misma hazaña, esta vez contra el FC Fakel Vorónezh, al minuto 42 abrió el marcador, dos minutos después realizó su segunda anotación, cumpliendo con su segundo doblete con el club, el encuentro finalizó con victoria 4-1. El 13 de noviembre se enfrentó ante el FC Krasnodar, siendo el último partido del año del 2022, al minuto 51, Marín realizó una anotación, el encuentro terminó con victoria 5-1, logrando cumplir con tres asistencias a los minutos 2, 22 y 29.

### Krylia Sovetov Samara
El 11 de julio de 2025, se oficializó su fichaje al Krylia Sovetov Samara como agente libre con un contrato hasta junio de 2028.

## Selección nacional

### Categorías inferiores
El 19 de diciembre de 2016, Marín entró en la convocatoria para el amistoso ante Estados Unidos, de local en el Complejo Deportivo Fedefútbol-Plycem. En el partido aguardó desde la suplencia en la igualada sin anotaciones.

#### Campeonato Sub-20 de Concacaf 2017
El representativo costarricense Sub-20, para el Campeonato de la Concacaf de 2017, se definió oficialmente el 10 de febrero. En la lista de convocados que dio el director técnico Marcelo Herrera se incluyó al interior. El primer partido fue el 19 de febrero en el Estadio Ricardo Saprissa, donde su combinado enfrentó a El Salvador. En esta oportunidad, Marín entró de cambio al minuto 87' por Eduardo Juárez y el resultado concluyó con la derrota inesperada de 0-1. La primera victoria de su país fue obtenida tres días después en el Estadio Nacional, con marcador de 1-0 sobre Trinidad y Tobago, y el anotador fue su compañero Randall Leal por medio de un tiro libre. El 25 de febrero, en el mismo escenario deportivo, la escuadra costarricense selló la clasificación a la siguiente ronda como segundo lugar tras vencer con cifras de 2-1 a Bermudas. El 1 de marzo, su conjunto perdió 2-1 contra Honduras, y dos días después empató a un tanto frente a Panamá. Con este rendimiento, la selección de Costa Rica quedó en el segundo puesto con solo un punto, el cual fue suficiente para el avance a la Copa Mundial que tomaría lugar en Corea del Sur. Estadísticamente, el atacante acumuló 282 minutos de acción en un total de cinco juegos disputados.

#### Mundial Sub-20 de 2017
Durante la conferencia de prensa dada por el entrenador Marcelo Herrera, el 28 de abril, se hizo oficial el anuncio de los 21 futbolistas que tuvieron participación en la Copa Mundial Sub-20 de 2017 con sede en Corea del Sur. En la lista apareció el delantero Jimmy Marín, siendo este su primer torneo del mundo que disputaría con el combinado costarricense.
El compromiso que dio inicio con la competición para su país fue ejecutado el 21 de mayo en el Estadio Mundialista de Jeju, donde tuvo como contrincante a Irán. El delantero completó la totalidad de los minutos en la derrota inesperada de 1-0. En el mismo recinto deportivo se disputó el segundo juego contra Portugal, esto tres días después. Aunque su escuadra empezó con un marcador adverso, Marín logró igualar las cifras mediante un penal, para el empate definitivo a un tanto. La primera victoria para su grupo fue el 27 de mayo ante Zambia en el Estadio de Cheonan, de manera ajustada con resultado de 1-0 cuyo anotador fue Jostin Daly. El rendimiento mostrado por los costarricenses les permitió avanzar a la siguiente fase como mejor tercero del grupo C con cuatro puntos. El 31 de mayo fue el partido de los octavos de final frente a Inglaterra, en el Estadio Mundialista de Jeonju. Para este cotejo, su nación se vería superada con cifras de 2-1, insuficientes para trascender a la otra instancia. Por otra parte, el atacante contabilizó 277 minutos de acción en cuatro apariciones.
| Mundial                     | Sede          | Resultado        |
| --------------------------- | ------------- | ---------------- |
| Copa Mundial Sub-20 de 2017 | Corea del Sur | Octavos de final |

#### Juegos Centroamericanos y del Caribe 2018
El 6 de julio de 2018, se anunció el llamado de la selección Sub-21 dirigida por Marcelo Herrera para conformar la nómina que le haría frente al torneo de fútbol de los Juegos Centroamericanos y del Caribe, lista en la cual Marín quedó dentro del selecto grupo. Realizó su debut el 20 de julio en el Estadio Romelio Martínez de Barranquilla contra el anfitrión Colombia, donde entró de cambio al minuto 32' por Bryan Rojas en la derrota por 1-0. Dos días después pero en el mismo escenario deportivo, Marín aguardaría desde el banquillo mientras que su escuadra sumó la primera victoria de 3-2 sobre Trinidad y Tobago. Tras el nuevo revés dado el 24 de julio ante Honduras con marcador de 1-2, su selección quedó eliminada en fase de grupos y ocupó el tercer lugar de la tabla.
| Juego                                     | Sede     | Resultado      |
| ----------------------------------------- | -------- | -------------- |
| Juegos Centroamericanos y del Caribe 2018 | Colombia | Fase de grupos |

#### Preolímpico de Concacaf de 2020
El 10 de marzo de 2021, Marín fue incluido en la lista final del entrenador Douglas Sequeira, para enfrentar el Preolímpico de Concacaf con la Selección Sub-23 de Costa Rica. El 18 de marzo arrancó en la suplencia e ingresó para los últimos dieciocho minutos frente a Estados Unidos en el Estadio Jalisco, donde se dio la derrota por 1-0. Tres días después participó 32 minutos ante México en el Estadio Akron, y en esta ocasión vio otra vez la derrota de su conjunto por 3-0. Este resultado dejó fuera a la selección costarricense de optar por un boleto a los Juegos Olímpicos de Tokio. El 24 de marzo aportó una asistencia en uno de los goles del triunfo de trámite por 5-0 sobre República Dominicana.
| Evento                       | Sede   | Resultado      |
| ---------------------------- | ------ | -------------- |
| Preolímpico de Concacaf 2020 | México | Fase de grupos |

### Selección absoluta
El delantero fue incluido, el 16 de junio de 2017, en la lista oficial del director técnico Óscar Ramírez para la realización de la Copa de Oro de la Concacaf que tuvo lugar en Estados Unidos. Sin embargo, al ser una nómina de veintiséis futbolistas en la cual viajarían veintitrés, el 29 de junio se confirmó que el atacante quedó fuera de la competencia, al igual que Juan Pablo Vargas y José Leitón. Debido a la lesión que sufrió Johan Venegas en el certamen, Marín fue llamado por el estratega para tomar la vacante a partir del 15 de julio. Su selección abrió la jornada de los cuartos de final el 19 de julio en el Lincoln Financial Field de Philadelphia, Pennsylvania, contra Panamá. Un testarazo del rival Aníbal Godoy mediante un centro de David Guzmán, al minuto 76', provocó la anotación en propia puerta de los panameños, lo que favoreció a su combinado en la clasificación a la otra instancia por el marcador de 1-0. La participación de su escuadra concluyó el 22 de julio en el AT&T Stadium, con la única pérdida en semifinales de 0-2 ante Estados Unidos.
El 28 de agosto de 2018, Jimmy fue incluido en la lista de convocados de la selección costarricense por el entrenador interino Ronald González, como parte de la nueva generación de futbolistas que enfrentarían una serie de juegos amistosos en el continente asiático. El 7 de septiembre, en el partido contra Corea del Sur en el Estadio de Goyang, el centrocampista debutó como internacional absoluto en la alineación estelar utilizando la dorsal «21», fue reemplazado por Jonathan Moya al minuto 85' y vio la pérdida de su combinado con cifras de 2-0. El 11 de septiembre, para el fogueo frente a Japón celebrado en la ciudad de Suita, su selección terminó con la derrota por 3-0.
El 4 de octubre de 2018, en rueda de prensa del director técnico Ronald González, se hizo el llamado de Marín para disputar los fogueos de la fecha FIFA del mes. El primer duelo se realizó el 11 de octubre en el Estadio Universitario de Monterrey, en donde su combinado enfrentó al conjunto de México. El centrocampista entró de cambio por Joel Campbell al minuto 76' y su país perdió con marcador de 3-2. Para el cotejo del 16 de octubre contra el equipo de Colombia en el Red Bull Arena en territorio estadounidense, el seleccionado Tico cedió el resultado tras caer derrotado con cifras de 1-3.
El 8 de noviembre de 2018, entró en la lista del técnico González para efectuar los últimos partidos amistosos del año. Permaneció como suplente en el compromiso celebrado el 16 de noviembre contra Chile en el Estadio El Teniente, escenario donde su selección consiguió la victoria por 2-3. De la misma manera, se quedó en el banco de sustitutos en el triunfo con el mismo marcador sobre Perú.
El 18 de enero de 2019, el delantero entra en la lista de convocados por el seleccionador nacional, Gustavo Matosas, para el fogueo ante Estados Unidos del 2 de febrero. El 22 de enero, quedó fuera del grupo debido a que no pudo recuperarse de un desgarro muscular en el bíceps femoral izquierdo, por lo que su lugar fue tomado por Alberth Villalobos.
El 14 de marzo de 2019, el jugador recibe la convocatoria de Matosas para afrontar un par de partidos amistosos del mes. El 22 de marzo, en el partido contra Guatemala (pérdida 1-0) en el Estadio Doroteo Guamuch, el centrocampista arrancó como titular, pero salió de cambio al minuto 46' por Ronald Matarrita. Para el compromiso de cuatro días después ante Jamaica en el Estadio Nacional, Marín fue suplente en la victoria ajustada por 1-0.
El 22 de mayo de 2019, el futbolista fue tomado en cuenta por Matosas para enfrentar un amistoso en Sudamérica. El 5 de junio fue titular en el duelo contra Perú (1-0) en el Estadio Monumental, y salió de cambio al minuto 65' por Allan Cruz. Poco después se confirmó que Marín entró en la nómina oficial para disputar la Copa de Oro de la Concacaf.
El jugador abandonó la concentración de su grupo sin dar un comunicado a la federación de su país ni al entrenador, situación que fue considerada como desobediencia que tuvo de castigo un periodo de seis meses de inhabilitación para jugar con Costa Rica, desde el 5 agosto hasta el 5 de febrero de 2020.
El 25 de junio de 2021, el director técnico Luis Fernando Suárez definió la lista preliminar con miras hacia la Copa de Oro de la Concacaf, en la que se destaca la convocatoria de Jimmy. Fue ratificado en la lista definitiva del 1 de julio. Fue suplente en los tres partidos del grupo que finalizaron en victorias sobre Guadalupe (3-1), Surinam (2-1) y Jamaica (1-0). El 25 de julio se presentó la eliminación de su país en cuartos de final por 0-2 frente a Canadá, duelo en el que apenas participó en los últimos minutos.
El 26 de agosto de 2021, Marín fue llamado por Suárez para iniciar la eliminatoria de Concacaf hacia la Copa del Mundo. Debutó el 2 de septiembre con el empate sin goles de visita en el Estadio Rommel Fernández contra Panamá. El 8 de septiembre, por la tercera jornada, Jimmy marcó su primera anotación en el Estadio Nacional sobre Jamaica al minuto 3', que significaba la ventaja transitoria. Su combinado empató 1-1.
El 30 de agosto de 2023, fue convocado por el director técnico Claudio Vivas en una gira hacia Europa contra los encuentros amistosos ante Arabia Saudita y Emiratos Árabes Unidos. El 8 de septiembre, Marín se enfrentó ante Arabia Saudita, sumando 82 minutos por la victoria 1-3. Cuatro días después, se enfrentó ante Emiratos Árabes Unidos, disputando 74 minutos en la derrota 1-4.
El 10 de noviembre de 2023, fue convocado por el director técnico Gustavo Alfaro para disputar la Liga de Naciones de la Concacaf 2023-24 por los cuartos de final contra Panamá.

#### Participaciones internacionales
| Competición                             | Sede           | Resultado        | Partidos | Goles |
| --------------------------------------- | -------------- | ---------------- | -------- | ----- |
| Copa de Oro de la Concacaf 2021         | Estados Unidos | Cuartos de final | 1        | 0     |
| Liga de Naciones de la Concacaf 2023-24 | Concacaf       | Cuartos de final | 1        | 0     |

#### Participaciones en eliminatorias
| Eliminatoria               | Sede  | Resultado   | Posición | Partidos | Goles |
| -------------------------- | ----- | ----------- | -------- | -------- | ----- |
| Clasificación Mundial 2022 | Catar | Clasificado | 4.ª      | 4        | 1     |

## Estadísticas

### Clubes
Actualizado al último partido jugado el 16 de agosto de 2025.
| Club                            | Div.          | Temporada     | Liga  | Liga  | Liga   | Copas nacionales | Copas nacionales | Copas nacionales | Copas internacionales | Copas internacionales | Copas internacionales | Total | Total | Total  |
| Club                            | Div.          | Temporada     | Part. | Goles | Asist. | Part.            | Goles            | Asist.           | Part.                 | Goles                 | Asist.                | Part. | Goles | Asist. |
| ------------------------------- | ------------- | ------------- | ----- | ----- | ------ | ---------------- | ---------------- | ---------------- | --------------------- | --------------------- | --------------------- | ----- | ----- | ------ |
| Deportivo Saprissa · Costa Rica |               |               |       |       |        |                  |                  |                  |                       |                       |                       |       |       |        |
| 1.ª                             | 2014-15       | 1             | 0     | 0     | —      | —                | —                | —                | —                     | —                     | 1                     | 0     | 0     |        |
| 1.ª                             | 2015-16       | 2             | 1     | 0     | —      | —                | —                | —                | —                     | —                     | 2                     | 1     | 0     |        |
| Total club                      | Total club    | 3             | 1     | 0     | 0      | 0                | 0                | 0                | 0                     | 0                     | 3                     | 1     | 0     |        |
| Belén F. C. · Costa Rica        |               |               |       |       |        |                  |                  |                  |                       |                       |                       |       |       |        |
| 1.ª                             | 2016-17       | 15            | 1     | 0     | —      | —                | —                | —                | —                     | —                     | 15                    | 1     | 0     |        |
| Total club                      | Total club    | 15            | 1     | 0     | 0      | 0                | 0                | 0                | 0                     | 0                     | 15                    | 1     | 0     |        |
| C. S. Herediano · Costa Rica    |               |               |       |       |        |                  |                  |                  |                       |                       |                       |       |       |        |
| 1.ª                             | 2016-17       | 8             | 1     | 0     | —      | —                | —                | —                | —                     | —                     | 8                     | 1     | 0     |        |
| 1.ª                             | 2017-18       | 31            | 4     | 1     | —      | —                | —                | —                | —                     | —                     | 31                    | 4     | 1     |        |
| 1.ª                             | 2018-19       | 32            | 6     | 3     | —      | —                | —                | 8                | 3                     | 1                     | 40                    | 9     | 4     |        |
| Total club                      | Total club    | 71            | 11    | 4     | 0      | 0                | 0                | 8                | 3                     | 1                     | 79                    | 14    | 5     |        |
| Hapoel Be'er Sheva Israel       |               |               |       |       |        |                  |                  |                  |                       |                       |                       |       |       |        |
| 1.ª                             | 2019-20       | 13            | 1     | 0     | —      | —                | —                | 8                | 0                     | 3                     | 21                    | 1     | 3     |        |
| Total club                      | Total club    | 13            | 1     | 0     | 0      | 0                | 0                | 8                | 0                     | 3                     | 21                    | 1     | 3     |        |
| F. C. Ashdod Israel             |               |               |       |       |        |                  |                  |                  |                       |                       |                       |       |       |        |
| 1.ª                             | 2019-20       | 3             | 1     | 0     | —      | —                | —                | —                | —                     | —                     | 3                     | 1     | 0     |        |
| Total club                      | Total club    | 3             | 1     | 0     | 0      | 0                | 0                | 0                | 0                     | 0                     | 3                     | 1     | 0     |        |
| Deportivo Saprissa · Costa Rica |               |               |       |       |        |                  |                  |                  |                       |                       |                       |       |       |        |
| 1.ª                             | 2020-21       | 40            | 8     | 8     | 1      | 0                | 0                | 6                | 1                     | 0                     | 47                    | 9     | 8     |        |
| 1.ª                             | 2021-22       | 42            | 13    | 8     | —      | —                | —                | 6                | 0                     | 5                     | 48                    | 13    | 13    |        |
| Total club                      | Total club    | 82            | 21    | 15    | 1      | 0                | 0                | 12               | 1                     | 5                     | 95                    | 22    | 21    |        |
| F. C. Oremburgo · Rusia         |               |               |       |       |        |                  |                  |                  |                       |                       |                       |       |       |        |
| 1.ª                             | 2022-23       | 25            | 7     | 4     | 1      | 0                | 1                | —                | —                     | —                     | 26                    | 7     | 5     |        |
| 1.ª                             | 2023-24       | 27            | 3     | 3     | 10     | 1                | 0                | —                | —                     | —                     | 37                    | 4     | 3     |        |
| 1.ª                             | 2024-25       | 23            | 4     | 1     | 3      | 1                | 0                | —                | —                     | —                     | 26                    | 5     | 1     |        |
| Total club                      | Total club    | 74            | 14    | 8     | 14     | 2                | 1                | 0                | 0                     | 0                     | 89                    | 16    | 9     |        |
| Krylia Sovetov Samara · Rusia   |               |               |       |       |        |                  |                  |                  |                       |                       |                       |       |       |        |
| 1.ª                             | 2025-26       | 5             | 0     | 0     | 1      | 1                | 0                | —                | —                     | —                     | 6                     | 1     | 0     |        |
| Total club                      | Total club    | 5             | 0     | 0     | 1      | 1                | 0                | 0                | 0                     | 0                     | 6                     | 1     | 0     |        |
| Total carrera                   | Total carrera | Total carrera | 267   | 50    | 27     | 16               | 3                | 1                | 28                    | 4                     | 9                     | 311   | 57    | 38     |
| 1. 2. Fuente:Transfermarkt      |               |               |       |       |        |                  |                  |                  |                       |                       |                       |       |       |        |

### Selección de Costa Rica
Actualizado al último partido jugado el 16 de noviembre de 2023.
| Selección               | Año | Eliminatorias | Eliminatorias | Eliminatorias | Continental | Continental | Continental | Mundial | Mundial | Mundial | Amistosos | Amistosos | Amistosos | Total | Total | Total  |
| Selección               | Año | Part.         | Goles         | Asist.        | Part.       | Goles       | Asist.      | Part.   | Goles   | Asist.  | Part.     | Goles     | Asist.    | Part. | Goles | Asist. |
| ----------------------- | --- | ------------- | ------------- | ------------- | ----------- | ----------- | ----------- | ------- | ------- | ------- | --------- | --------- | --------- | ----- | ----- | ------ |
| Absoluta · Costa Rica   |     |               |               |               |             |             |             |         |         |         |           |           |           |       |       |        |
| 2018                    | —   | —             | —             | —             | —           | —           | —           | —       | —       | 3       | 0         | 0         | 3         | 0     | 0     |        |
| 2019                    | —   | —             | —             | —             | —           | —           | —           | —       | —       | 2       | 0         | 0         | 2         | 0     | 0     |        |
| 2021                    | 4   | 1             | 0             | 1             | 0           | 0           | —           | —       | —       | —       | —         | —         | 5         | 1     | 0     |        |
| 2023                    | —   | —             | —             | 1             | 0           | 0           | —           | —       | —       | 2       | 0         | 1         | 3         | 0     | 1     |        |
| 2024                    | 0   | 0             | 0             | 0             | 0           | 0           | —           | —       | —       | 0       | 0         | 0         | 0         | 0     | 0     |        |
| Total                   | 4   | 1             | 0             | 2             | 0           | 0           | 0           | 0       | 0       | 7       | 0         | 1         | 13        | 1     | 1     |        |
| 1. Fuente:Transfermarkt |     |               |               |               |             |             |             |         |         |         |           |           |           |       |       |        |

#### Goles internacionales
| Núm. | Fecha                   | Lugar                                  | Rival   | Gol | Resultado | Competición                  |
| ---- | ----------------------- | -------------------------------------- | ------- | --- | --------- | ---------------------------- |
| 1    | 8 de septiembre de 2021 | Estadio Nacional, San José, Costa Rica | Jamaica | 1-0 | 1-1       | Eliminatoria al Mundial 2022 |

## Palmarés

### Títulos nacionales
| Título                         | Club               | País       | Año  |
| ------------------------------ | ------------------ | ---------- | ---- |
| Primera División de Costa Rica | Deportivo Saprissa | Costa Rica | 2015 |
| Primera División de Costa Rica | C. S. Herediano    | Costa Rica | 2017 |
| Primera División de Costa Rica | C. S. Herediano    | Costa Rica | 2018 |
| Primera División de Costa Rica | Deportivo Saprissa | Costa Rica | 2021 |
| Supercopa de Costa Rica        | Deportivo Saprissa | Costa Rica | 2021 |

### Títulos internacionales
| Título        | Club            | Sede        | Año  |
| ------------- | --------------- | ----------- | ---- |
| Liga Concacaf | C. S. Herediano | Tegucigalpa | 2018 |

### Distinciones individuales
| Distinción                                         | Año  |
| -------------------------------------------------- | ---- |
| Mejor Jugador Sub-21 del Campeonato de Verano 2017 | 2017 |
| Mejor jugador joven de la Liga Concacaf 2018       | 2018 |